# Kermit Gosnell
Kermit Barron Gosnell (Filadélfia, 9 de fevereiro de 1941) é um assassino em série americano e ex-médico especialista em aborto. Ele realizava abortos ilegais em estágio avançado da gravidez em sua clínica no oeste da Filadélfia. Gosnell foi condenado pelos assassinatos de três bebês que nasceram vivos após o uso de drogas para induzir o parto, pelo homicídio culposo de uma mulher durante um procedimento de aborto e por vários outros crimes relacionados ao aborto e às drogas. A equipe da clínica de Gosnell testemunhou que centenas de bebês nasceram vivos durante procedimentos de aborto e posteriormente foram mortos por Gosnell.
Gosnell, que morava no bairro de Mantua, na Filadélfia, e operava a Clínica da Sociedade Médica Feminina, uma clínica de aborto ilegal que foi apelidada de "Casa dos Horrores" durante seu julgamento criminal. Em uma operação em 2010, as autoridades encontraram restos mortais intactos de 47 vítimas, armazenados em sacos e caixas de papelão, muitas das quais eram suspeitas e posteriormente confirmadas como vítimas de infanticídio. Em 2011, Gosnell, sua esposa Pearl e oito funcionários foram acusados de um total de 32 crimes graves e 227 contravenções relacionadas a inúmeras mortes, procedimentos ilegais de aborto e violações regulatórias. Gosnell também foi um prescritor prolífico de inúmeras substâncias controladas, incluindo oxicodona. Pearl e os oito funcionários se declararam culpados de várias acusações em 2011, enquanto Gosnell se declarou inocente e buscou um julgamento com júri.
Em maio de 2013, Gosnell foi condenado por homicídio de primeiro grau pela morte de três crianças e homicídio culposo pela morte de Karnamaya Mongar, uma paciente adulta na clínica que morreu após um procedimento de aborto. Gosnell também foi condenado por 21 crimes graves de aborto ilegal tardio e 211 acusações de violação da lei de consentimento da Pensilvânia. Após a condenação, Gosnell renunciou ao seu direito de apelar em troca de um acordo dos promotores para não buscar a pena de morte. Ele foi condenado à prisão perpétua sem liberdade condicional. Gosnell foi condenado a mais 30 anos de prisão por acusações federais de tráfico de drogas. Gosnell está atualmente preso no SCI Huntingdon.

## Juventude e educação
Gosnell nasceu em 9 de fevereiro de 1941, na Filadélfia, Pensilvânia, filho único de um operador de posto de gasolina e uma funcionária do governo. Ele foi aluno da Central High School da cidade, onde se formou em 1959. Inicialmente frequentou a Universidade da Pensilvânia, e depois se formou no Dickinson College com um diploma de bacharel. Ele recebeu seu diploma de medicina na Thomas Jefferson University em 1966.
Foi relatado que Gosnell passou quatro décadas praticando medicina entre os pobres, incluindo um programa de assistência a adolescentes e abrindo a Mantua Halfway House, uma clínica de reabilitação para viciados em drogas no bairro pobre de Mantua, no oeste da Filadélfia. Ele se tornou um dos primeiros defensores dos direitos ao aborto nas décadas de 1960 e 1970 e, em 1972, retornou de uma temporada na cidade de Nova York para abrir uma clínica de aborto na Lancaster Avenue, em Mantua. Gosnell disse ao The Philadelphia Inquirer em outubro de 1972: "Como médico, estou muito preocupado com a santidade da vida. Mas é exatamente por essa razão que realizo abortos para mulheres que os desejam e precisam". No mesmo ano, Gosnell também realizou quinze abortos televisionados no segundo trimestre, usando um método experimental e perigoso chamado "Super Coil", inventado por Harvey Karman. Este evento ficou conhecido como o "Massacre do Dia das Mães de 1972". O dispositivo, uma bola de plástico não testada com lâminas de barbear, foi inserido no útero da mãe para cortar e expelir o feto. O dispositivo causou lacerações graves, infecção e sangramento nas mulheres. Nove delas relataram complicações do procedimento, sendo que três delas apresentaram risco de vida. Uma mulher teve que passar por uma histerectomia.
O artigo do Inquirer de 1972 também disse que Gosnell era um "homem respeitado" em sua comunidade e finalista do prêmio "Jovem Filadélfia do Ano" da Câmara de Comércio Júnior por seu trabalho como diretor da Mantua Halfway House. No entanto, no final da década de 1980, registros públicos mostraram que penhoras fiscais estaduais estavam se acumulando contra a casa de recuperação, e a clínica de aborto tinha uma penhora fiscal federal de US$ 41.000.
Gosnell foi casado três vezes. Sua terceira e atual esposa, Pearl, trabalhou na Sociedade Médica Feminina como assistente médica em tempo integral de 1982 até seu casamento em 1990. Eles têm dois filhos; Gosnell tem outros quatro filhos de seus dois casamentos anteriores. Ao cobrir seu passado, comentaristas da mídia chamaram a atenção para os retratos "incrivelmente diversos" de Gosnell, abordando tanto seus trabalhos comunitários — a criação da casa de recuperação e do programa de assistência a adolescentes — em contraste com os retratos de sua prática como uma clínica de aborto na qual fetos e bebês viáveis eram rotineiramente mortos após procedimentos ilegais em estágios avançados da gestação.

## Prática médica

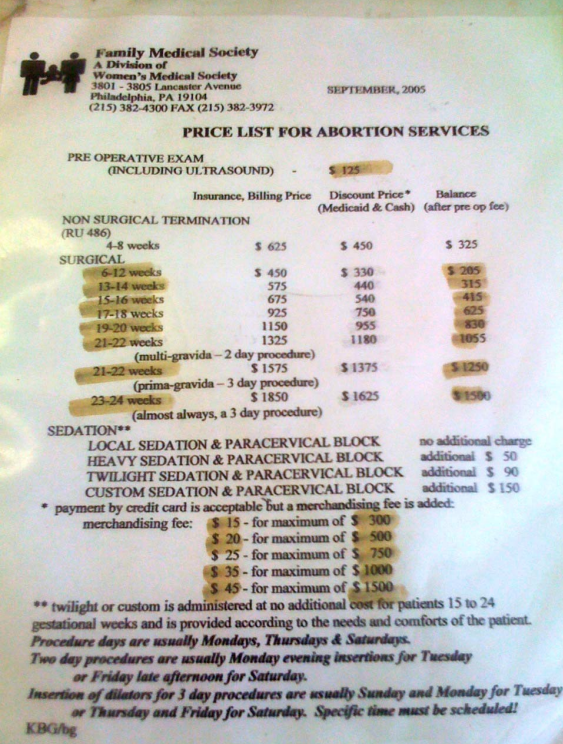
Documento mostrando os preços do aborto de Gosnell

Em 2011, Gosnell ficou conhecido na Filadélfia por realizar abortos para mulheres pobres de minorias e imigrantes. Gosnell foi duramente criticado por racismo, pois separou mulheres brancas de mulheres negras, dando às mulheres brancas um espaço um pouco mais limpo para seus procedimentos de aborto. Também foi alegado que ele cobrava de US$ 1.600 a US$ 3.000 por cada aborto tardio e ganhava de US$ 10.000 a US$ 15.000 por dia na clínica.
Gosnell também estava associado a clínicas em Delaware e Louisiana. O Atlantic Women's Services em Wilmington, Delaware, era o local de trabalho de Gosnell durante um dia por semana. O proprietário da Atlantic Women's Services, Leroy Brinkley, também era dono da Delta Clinic de Baton Rouge, Louisiana, e facilitou a contratação de funcionários de lá para a operação de Gosnell na Filadélfia.

### Reclamações anteriores conhecidas
- 1989 e 1993 – Citado pelo Departamento de Saúde da Pensilvânia por não ter enfermeiros na sala de recuperação;[1]
- 1996 – Censurado e multado na Pensilvânia e em Nova York por empregar pessoal sem licença;[1]
- Por volta de 1997 – O pediatra Dr. Donald Schwarz (antigo chefe dos serviços para adolescentes do Hospital Infantil da Filadélfia e, desde 2010, Comissário de Saúde da Filadélfia) testemunhou na audiência de 2010 que, por volta de 1996–1997, ele entregou pessoalmente uma carta de reclamação sobre a prática de Gosnell ao gabinete do Secretário de Saúde e parou de encaminhar pacientes para a clínica, mas não recebeu nenhuma resposta;[1]
- 2000 – Ação civil movida em nome dos filhos de Semika Shaw, que ligaram para a clínica no dia seguinte a um aborto para relatar sangramento intenso, morrendo três dias depois de perfuração uterina e infecção sanguínea. O caso alegou que Gosnell não a havia instruído a retornar à clínica ou procurar atendimento médico de emergência. O caso foi resolvido extrajudicialmente em 2002 por US$ 900.000;[33][52]
- Por volta de 2001 – Gosnell alegou estar fornecendo vacinas para crianças sob um programa administrado pela Divisão de Controle de Doenças do Departamento de Saúde, mas foi suspenso repetidamente por não manter registros e por armazenar vacinas em refrigeradores insalubres e inadequados, e em temperaturas inadequadas;[1]
- Dezembro de 2001 – A ex-funcionária Marcella Choung apresentou o que um grande júri mais tarde chamaria de "uma reclamação detalhada por escrito" ao Departamento de Estado da Pensilvânia, à qual ela deu continuidade com uma entrevista em março de 2002;[1][53]
- 2006 – Ação cível movida pelo paciente, mas rejeitada por extemporaneidade. A queixa era de que Gosnell não conseguiu realizar o aborto, mas aparentemente não conseguiu ou se recusou a chamar paramédicos ou outros profissionais de emergência clínica após a paciente precisar de ajuda. A paciente relatou: "Eu realmente senti que ele ia me deixar morrer".[54]

No total, 46 processos conhecidos foram movidos contra Gosnell ao longo de cerca de 32 anos de sua carreira. Observadores alegaram que houve uma falha completa dos reguladores da Pensilvânia, que ignoraram outras preocupações repetidas que lhes foram trazidas à atenção, incluindo a falta de pessoal treinado, condições "bárbaras" e um alto nível de abortos ilegais no final da gravidez.

## Casos jurídicos

### 2010

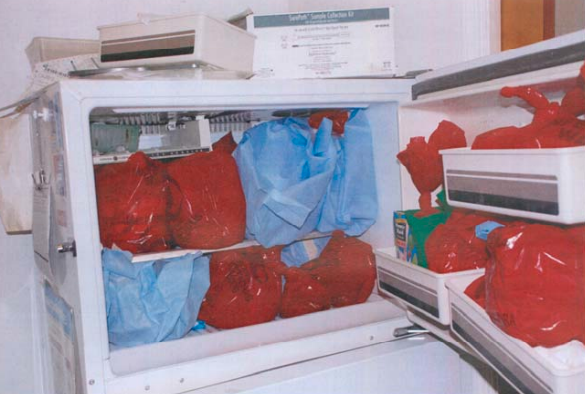
Exposição do Grande Júri de sacos contendo restos fetais na clínica de Gosnell.

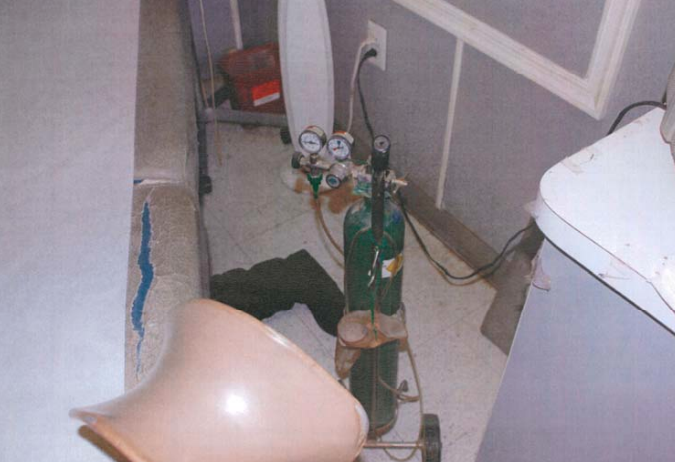
Exposição do Grande Júri sobre as condições insalubres dentro da clínica de Gosnell.

A clínica de Gosnell, a Sociedade Médica Feminina, foi invadida em 18 de fevereiro de 2010, sob um mandado de busca de investigadores do FBI e da Polícia do Estado da Pensilvânia. A operação foi resultado de uma investigação de meses de duração realizada pela Drug Enforcement Administration (DEA), pelo Departamento de Polícia da Filadélfia e pela Dangerous Drug-Offender Unit do estado sobre suspeitas de uso ilegal de medicamentos prescritos no consultório. A investigação também revelou a morte suspeita, em 2009, do paciente Karnamaya Mongar, uma refugiada de 41 anos do Butão, o que por sua vez trouxe à luz mais informações sobre operações insalubres, utilização de pessoal não treinado (incluindo adolescentes), e uso de drogas potentes sem supervisão e controle médico adequados. Assim, quando ocorreu a operação de fevereiro de 2010, funcionários dos departamentos de estado e saúde da Pensilvânia também compareceram, visto que as seguintes questões eram de sua competência:
Quando os membros da equipe entraram na clínica, ficaram horrorizados, descrevendo-a ao Grande júri como "imundo", "deplorável", "repugnante", "muito insalubre, muito antiquado, horrendo" e "de longe, o pior" que aqueles experientes investigadores já haviam encontrado. Havia sangue no chão. Um cheiro forte de urina enchia o ar. Um gato infestado de pulgas vagava pela instalação, e havia fezes de gato na escada. Mulheres semiconscientes programadas para abortos gemiam na sala de espera ou na sala de recuperação, onde se sentavam em poltronas sujas cobertas com cobertores manchados de sangue. Todas as mulheres foram sedadas por funcionários não licenciados — muito antes de Gosnell chegar à clínica — e os membros da equipe não conseguiam informar com precisão quais medicamentos ou dosagens haviam administrado aos pacientes que aguardavam. Muitos dos medicamentos no estoque estavam vencidos... as salas de procedimentos cirúrgicos estavam imundas e insalubres... parecendo "um banheiro ruim de posto de gasolina". Os instrumentos não eram estéreis. O equipamento estava enferrujado e obsoleto. O equipamento de oxigênio estava coberto de poeira e não havia sido inspecionado. O mesmo tubo de sucção corroído usado para abortos era o único disponível para as vias aéreas orais, caso fosse necessária assistência respiratória... [Os] restos fetais [foram] armazenados aleatoriamente por toda a clínica – em sacos, jarras de leite, caixas de suco de laranja e até mesmo em recipientes de comida para gatos... Gosnell admitiu ao detetive Wood que pelo menos 10 a 20 por cento... provavelmente tinham mais de 24 semanas [o limite legal]... Em alguns casos, incisões cirúrgicas foram feitas na base do crânio fetal. Os investigadores encontraram uma fileira de potes contendo apenas os pés decepados de fetos. No porão, encontraram resíduos hospitalares empilhados. O feto intacto de 19 semanas, entregue pela Sra. Mongar três meses antes, estava em um freezer. Ao todo, foram recuperados os restos mortais de 45 fetos... pelo menos dois deles, e provavelmente três, eram viáveis.
A licença de Gosnell para exercer a profissão foi suspensa em 22 de fevereiro de 2010, e uma infinidade de descobertas foi apresentada a um grande júri em 4 de maio de 2010. O debate público concentrou-se em alegações de condições insalubres e outras condições inaceitáveis nos consultórios. Reportagens na mídia afirmaram que móveis e cobertores estavam manchados de sangue, que gatos soltos defecavam onde bem entendiam e que equipamentos não esterilizados eram usados e reutilizados em pacientes. De acordo com o relatório do grande júri, as pacientes recebiam medicamentos para induzir o parto por uma equipe sem formação médica. Assim que o trabalho de parto começava, a paciente era colocada em um vaso sanitário. Após o feto cair no vaso sanitário, ele era retirado para não entupir o encanamento. Na sala de recuperação, as pacientes ficavam sentadas em poltronas reclináveis sujas, cobertas por cobertores manchados de sangue. Os promotores alegaram que Gosnell não tinha certificação em ginecologia ou obstetrícia. O grande júri estimou que seu consultório "recebia de US$ 10.000 a US$ 15.000 por noite" em renda adicional devido ao seu nível extremamente alto de prescrições.

### Prisão em 2011

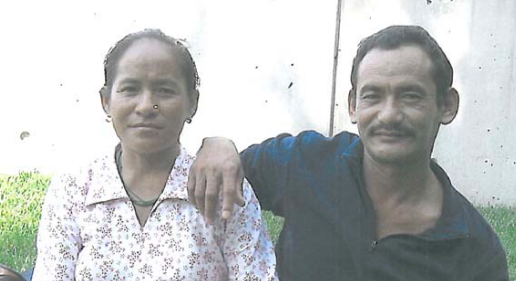
Karnamaya Mongar e seu marido

Gosnell foi preso em 19 de janeiro de 2011, cinco dias após a certificação do relatório do grande júri. Ele foi acusado de oito acusações de homicídio. Os promotores alegaram que ele matou sete bebês nascidos vivos cortando suas medulas espinhais com uma tesoura e que ele também foi responsável pela morte de Karnamaya Mongar em 2009. A esposa de Gosnell, Pearl, e outros oito suspeitos também foram presos em conexão com o caso. O DEA, o FBI e o Gabinete do Inspetor Geral também buscaram uma acusação de 23 acusações, acusando Gosnell e sete membros de sua antiga equipe de conspiração para envolvimento com drogas, relacionada às prescrições ilegais de analgésicos e sedativos altamente viciantes, fora do curso normal da prática profissional e sem nenhuma finalidade médica legítima.
- A acusação de homicídio de terceiro grau está relacionada a Karnamaya Mongar, uma refugiada do Butão, de 41 anos, que imigrou no mesmo ano (2009) em que foi à clínica de Gosnell. De acordo com os promotores, a equipe de Gosnell deu à mulher de 40 quilos uma dose letal de anestesia e analgésicos durante um aborto em 2009.[75][76] Durante o julgamento de Gosnell, um toxicologista testemunhou sobre níveis inseguros de drogas, e o chefe de anestesiologia da Faculdade de Medicina da Universidade de Pittsburgh testemunhou que a dose recebida por ela foi "ultrajante" e que a maioria dos adultos comuns "teria parado de respirar" se tivesse recebido a dose da maneira descrita.[1] O advogado de Gosnell afirmou que Mongar tinha outras drogas em seu organismo que não vieram da clínica de Gosnell, e que nenhum dos bebês nasceu vivo.[77] A alegação foi rejeitada pelo grande júri, com base no depoimento de especialistas de que "foi uma overdose de Demerol, não uma pílula misteriosa, que matou a Sra. Mongar".[1]
- As outras sete acusações de homicídio são todas de primeiro grau; elas se relacionam com bebês que a equipe testemunhou ter visto se mexer ou chorar após o nascimento completo, e cujas mortes supostamente resultaram de ações letais subsequentes. Elas surgem por causa da "regra do nascido vivo", um princípio do direito consuetudinário nos Estados Unidos, que estipula que, por padrão, para fins legais, a personalidade jurídica surge - e, portanto, o homicídio ilegal que constitui assassinato se torna possível - imediatamente após o nascimento da vítima viva. Steven Massof, um funcionário da clínica que se declarou culpado de acusações semelhantes em 2011, testemunhou que ele (Massof) havia cortado a espinha de mais de 100 bebês depois que eles nasceram vivos, e que isso era considerado um "procedimento padrão" na clínica; vários outros funcionários também testemunharam o mesmo.[78][79][80][81] Não há provas materiais para cinco dos sete casos — as acusações são baseadas em depoimentos de funcionários e negadas por Gosnell. Existe uma fotografia do sexto, que supostamente tinha 30 semanas de gestação, e os restos mortais do sétimo foram obtidos.[77] O relatório do grande júri afirma que "um perito médico com 43 anos de experiência na realização de abortos ficou horrorizado. Este perito nos disse: 'Nunca ouvi falar disso [cortar a medula espinhal] durante um aborto'."[1]

O Procurador dos Estados Unidos para o Distrito Leste da Pensilvânia também alegou que a antiga equipe do escritório de Gosnell na Sociedade Médica Feminina administrava uma "fábrica de comprimidos" de receitas. De junho de 2008 a 18 de fevereiro de 2010, Gosnell supostamente se envolveu em uma atividade criminosa contínua, escrevendo e distribuindo receitas fraudulentas para milhares de comprimidos dos frequentemente abusados OxyContin, Percocet e Xanax, e dos frequentemente abusados xaropes Fenergan e Purple Drank (prometazina com codeína). As autoridades alegaram ainda que Gosnell e sua equipe permitiram que os clientes comprassem várias receitas com nomes diferentes. Na primeira consulta, Gosnell teria cobrado US$ 115, mas por volta de dezembro de 2009 ele teria aumentado a taxa da consulta inicial para US$ 150. A equipe da clínica passou de centenas de receitas de substâncias controladas por mês, preenchidas em farmácias em 2008, para mais de 2.300 preenchidas em farmácias em janeiro de 2010. Gosnell, com a assistência de sua equipe, teria distribuído e dispensado mais de 500.000 comprimidos contendo oxicodona; mais de 400.000 comprimidos contendo alprazolam; e mais de 538 kilos de xarope para tosse contendo codeína.
O advogado de Gosnell declarou que "todos foram açougueiro, isso, aquilo e aquilo outro, sem nenhum julgamento, sem que nada fosse exposto ao público e todos o consideraram culpado, isso não está certo". Ele acusou o governo de "linchamento" e declarou: "Este é um processo seletivo, elitista e racista contra um médico que não fez nada além de retribuir aos pobres e ao povo do oeste da Filadélfia". Após sua prisão, Gosnell afirmou: "Estou muito perto de ficar na miséria". No entanto, essa declaração é contrariada por registros que mostram que ele e a esposa possuíam pelo menos dezessete propriedades em quatro estados, incluindo uma casa de um milhão de dólares em Brigantine, Nova Jersey.

### Outros casos citados na mídia
- Menina de 15 anos, acompanhada de familiar (1998): teria dito a Gosnell que havia mudado de ideia sobre o aborto ao entrar no consultório. Gosnell teria ficado irritado, arrancado as roupas da paciente e a contido à força. Mais tarde, a paciente afirmou que Gosnell lhe disse: "Este é o mesmo cuidado que eu daria à minha própria filha". Ela recuperou a consciência doze horas depois, na casa da tia, após o aborto ter sido realizado contra sua vontade;[70][91]
- Mulher de 28 anos, grávida de cinco meses (2001): A paciente descreveu a dor quatro dias após o aborto como tão forte que mal conseguia andar. A paciente relatou que, ao retornar à clínica por causa da dor, a ultrassonografia mostrou restos fetais dentro do útero, e que Gosnell os aspirou sem anestesia;[92] "Eu estava deitada na mesa, chorando e pedindo ao Senhor que me ajudasse a superar isso".[70]
- Quinze anos (sem data): danos concedidos em tribunal após a constatação de que Gosnell realizou um aborto em uma jovem de 15 anos sem a permissão dos pais.[70]

### Falta de supervisão governamental
Relatórios afirmam que autoridades estaduais não visitaram ou inspecionaram as práticas de Gosnell desde 1993. O relatório do grande júri observou que o legista do Condado de Delaware alertou o Departamento de Saúde da Pensilvânia que Gosnell havia realizado um aborto ilegal em uma garota de 14 anos que estava grávida de trinta semanas; também é alegado que o Departamento de Saúde da Pensilvânia não agiu quando tomou conhecimento do envolvimento de Gosnell na morte de Karnamaya Mongar.
Brenda Green, diretora executiva da CHOICE, uma organização sem fins lucrativos que conecta pessoas sem e com seguro insuficiente a serviços de saúde, disse a Katha Pollitt, do The Nation, que "tentou denunciar reclamações de clientes, mas o departamento não as aceitou de terceiros. Em vez disso, os pacientes tiveram que preencher um formulário assustador de cinco páginas, disponível apenas em inglês, que exigia que eles revelassem suas identidades antecipadamente e estivessem disponíveis para testemunhar em Harrisburg. Mesmo com a equipe da CHOICE presente para ajudar, apenas duas mulheres concordaram em preencher o formulário, e ambas decidiram não enviá-lo. O Departamento de Estado e o Departamento de Saúde Pública da Filadélfia também foram amplamente alertados sobre as condições graves e não tomaram nenhuma providência.
Em 2011, foi relatado que nenhuma das 22 clínicas de aborto da Pensilvânia havia sido inspecionada pelo governo por mais de quinze anos. As inspeções (exceto aquelas desencadeadas por reclamações) cessaram durante o governo de Tom Ridge, um republicano pró-escolha, pois foram percebidas como uma barreira para mulheres que buscavam serviços de aborto.

### Relatório do Grande Júri
O Grande Júri publicou seu relatório de 280 páginas em janeiro de 2011. Ele afirmou que, embora alguns possam ver a questão e o caso através das lentes das políticas pró e antiaborto, na realidade era:
"Não se trata dessa controvérsia; trata-se de desrespeito à lei e desdém pela vida e saúde de mães e bebês. Encontramos um ponto em comum ao expor o que aconteceu aqui e ao recomendar medidas para evitar que algo assim aconteça novamente".
O Grande Júri concluiu que a prática era uma organização corrupta, no sentido da lei de extorsão, com base no que considerou evidências de uso deliberado e "padrão" de médicos "falsos", falsificação de registros, procedimentos grosseiramente antiprofissionais com pouca ou nenhuma consideração pela vida humana e flagrante desrespeito às leis médicas e de aborto e suas consequências. As principais conclusões incluíram:

#### Condições e procedimentos práticos

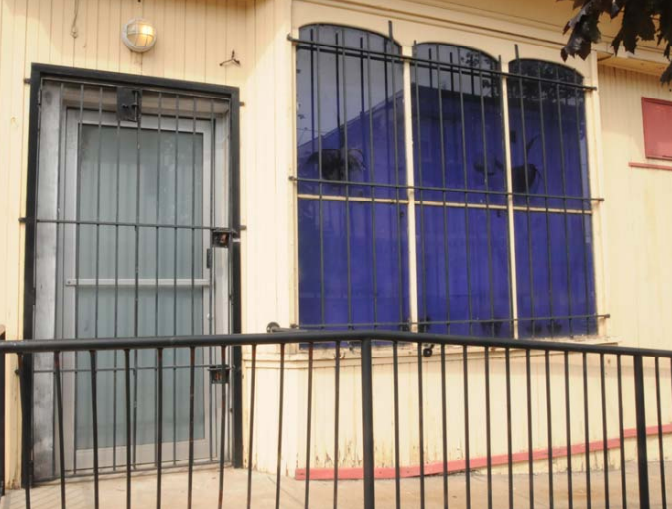
Exposição do grande júri sobre saída de emergência bloqueada na clínica de Gosnell.

- Condições extremamente insalubres (resultando em casos de IST e sepse); condições não estéreis generalizadas; materiais e instrumentos manchados de sangue; contaminação das instalações por fezes de animais, urina e outros fluidos e resíduos nocivos; e restos fetais de meses armazenados em "potes, sacos e jarras" (em 2013, o julgamento ouviu que Gosnell também estava em uma disputa com sua empresa de resíduos médicos, com esta última interrompendo seus serviços);
- Negligência cirúrgica, incluindo perfuração de órgãos corporais e morte "em pelo menos duas ocasiões";
- Equipamentos e uso inadequados, incluindo reutilização repetida ("repetidamente") de suprimentos descartáveis e equipamentos de monitoramento e salvamento "geralmente quebrados" (incluindo monitoramento de pressão arterial, oxímetros e desfibriladores);
- Rotas de acesso e saída de emergência com cadeado;
- Falta de pessoal devidamente formado, “médicos falsos” — pessoal não qualificado, sem licença e sem supervisão que se apresentava aos pacientes como clínicos qualificados e licenciados — e nenhuma enfermeira qualificada. O júri relatou que "a maioria dos funcionários de Gosnell que trabalhavam com pacientes tinham pouco ou nenhum treinamento ou educação remotamente relevante" — a ex-funcionária Marcella Choung, que em 2001 e em uma entrevista em 2002 fez uma reclamação detalhada por escrito ao Departamento de Estado da Pensilvânia, testemunhou que seu "treinamento" para anestesia consistia em "uma descrição de 15 minutos por Gosnell e a leitura de um gráfico que ele havia afixado em um armário";
- O próprio Gosnell estava praticamente ausente e deixava a clínica sob a responsabilidade de seus funcionários não qualificados, a quem ele às vezes "ordenava" que realizassem procedimentos médicos, mesmo que "protestassem" sua falta de qualificação. Os funcionários testemunharam que precisavam confiar em si mesmos, pois "Gosnell não gostava quando os funcionários o perturbavam pedindo conselhos sobre medicamentos";
- Operação de uma "esteira de receitas" na qual receitas assinadas em branco seriam deixadas para aqueles que buscassem medicamentos controlados, sem supervisão e sem o controle de um profissional (o que foi objeto de uma investigação federal paralela e separada);
- Descumprimento intencional de leis destinadas a proteger mulheres vulneráveis, incluindo o descumprimento de requisitos de aconselhamento obrigatório, consentimento (para menores), períodos de espera (entre a visita e a cirurgia);
- Emprego temporário fraudulento de uma enfermeira por quatro dias durante uma inspeção da Federação Nacional do Aborto (NAF), com o objetivo de enganar os inspetores fazendo-os acreditar que sua equipe de prática incluía uma enfermeira registrada e licenciada (o que não era verdade); ao longo dos poucos dias de sua revisão no local, a enfermeira pediu demissão ao perceber a fraude, o que também envolveu Gosnell pegando seu salário de volta depois e pagando-a em dinheiro;
- Registro fraudulento da idade gestacional e treinamento de equipe para manipular o ultrassom de forma que correspondesse ao número declarado de semanas;
- Declarações desonestas de Gosnell e funcionários aos investigadores, incluindo alegações de que a morte de Karnamaya Mongar foi devido à sua própria ação (desacreditada forensemente), falsificação e destruição de registros, e mentiras sobre a maneira de sua morte e a (falta de) presença de Gosnell para anestesia;
- Pacientes recebiam medicamentos para induzir o parto durante o dia e depois eram deixadas esperando até tarde da noite pela chegada de Gosnell ou pela cirurgia. Muitas deram à luz durante o dia como resultado, e os funcionários testemunharam que "era um procedimento padrão para mulheres entregar fetos - e bebês viáveis - em banheiros" enquanto esperavam por sua chegada;
- A equipe médica rotineiramente fazia partos de bebês vivos no terceiro trimestre, matando-os posteriormente (ou garantindo sua morte). Como parte disso, fetos e bebês tinham sua morte "garantida" no pós-operatório por meio do corte da medula espinhal com tesouras, procedimento conhecido pela equipe como "corte". A maioria deles foi considerada inviável de processar porque os arquivos e outras evidências não foram mantidos, embora o relatório estipule que eles somavam "centenas". Entre os "poucos casos" em que havia evidências tangíveis, o júri destacou um menino de 30 semanas, pesando dois kilos; um corpo congelado em um recipiente de água de "pelo menos" 28 semanas; restos de pelo menos um aborto de mais de 32 semanas, pelo qual um adicional de US$ 1.000 foi exigido; testemunho de um bebê ouvido fazendo barulho; e um bebê deixado "se movendo e respirando por pelo menos 20 minutos" antes de ser "cortado". O júri ouviu depoimentos sobre sessões "especiais" de domingo, nas quais apenas Gosnell e sua esposa estavam presentes, que o júri suspeitava (e em alguns casos conseguiu corroborar) que incluiriam casos mais avançados no tempo ou mais perturbadores;
- Com o tempo, Gosnell e seu consultório adquiriram uma "má reputação" e, durante a década de 2000–2009, organizações comunitárias locais deixaram de encaminhar pacientes para lá. Para compensar, o consultório recebeu encaminhamentos de outras cidades do estado; ficou claro que o centro de Gosnell realizaria abortos "em qualquer estágio, sem respeitar os limites legais";
- Quando o parto induzido falhava, Gosnell tentava abortar cirurgicamente, "muitas vezes desastroso" para a mulher envolvida. Alguns exemplos de resultados incluíam:
  - Mulher "deixada deitada no local por horas após Gosnell romper seu colo do útero e cólon"; parentes chamaram a polícia após entrada recusada, sendo necessária cirurgia corretiva de cólon;
  - Mulher é mandada para casa com restos fetais não removidos; "infecção grave" quase a levou à morte;
  - Útero perfurado causa choque pela perda de sangue e histerectomia; mulher é "mantida por horas" pela clínica;
  - A paciente sofreu "convulsões" e caiu da mesa de operação, sofrendo um ferimento na cabeça; Gosnell "não chamou uma ambulância e não deixou o acompanhante da mulher sair do prédio para que ele pudesse chamar uma ambulância";
  - Sedação usada para abafar sons de dor; Gosnell especificou quantidades predefinidas de medicamentos para a equipe não médica usar nos pacientes, mas sem referência às necessidades individuais e sem registros ou monitoramento da condição. Em inúmeras ocasiões, o mesmo paciente recebeu múltiplas doses em rápida sucessão por diferentes funcionários;
  - Morte de Karnamaya Mongar, que recebeu "repetidamente injeções intravenosas de Demerol, sem monitoramento e sem registro — um analgésico opioide que o relatório descreve como um sedativo barato, porém perigoso, usado pela equipe do consultório — e parou de respirar. A equipe não conseguiu reanimá-la (medicamentos de emergência não foram usados e o desfibrilador não estava funcionando), e os paramédicos não conseguiram reanimá-la após obterem acesso, em parte porque foram enganados pela equipe quanto ao que havia acontecido e quais medicamentos e dosagens eram responsáveis.

#### Manuseio governamental e de terceiros
- O consultório de Gosnell foi "apanhado por acidente" durante uma operação policial por prescrição de medicamentos ilegais. Autoridades estaduais também foram convidadas a comparecer à operação, uma vez que os preparativos para a operação revelaram relatos e informações anteriores que sugeriam condições de atendimento extremamente precárias na clínica;
- O Departamento de Saúde da Pensilvânia não conseguiu regulamentar adequadamente e não garantiu que os problemas observados fossem resolvidos nas poucas ocasiões em que Gosnell foi inspecionado, por volta de 1990; e cessou as inspeções "por razões políticas" (para reduzir um impedimento percebido) na época em que Tom Ridge assumiu o cargo de governador;
- As inspeções continuariam caso fossem recebidas reclamações, mas reclamações repetidas não desencadearam uma investigação; a resposta do departamento veio após exposição na mídia;
- O Conselho de Medicina do Departamento de Estado, que licencia e supervisiona médicos, tinha "informações mais contundentes do que qualquer outra pessoa", incluindo uma descrição da prática por um ex-funcionário (Choung) uma década antes (2001 e novamente 2002), bem como conhecimento de pelo menos um dos incidentes graves citados de negligência cirúrgica, mas recebeu garantias verbais de Gosnell e nenhuma outra ação investigativa efetiva ou substancial foi tomada sobre eles;
- Funcionários do Departamento de Saúde Pública visitavam o consultório "regularmente", mas não haviam relatado adequadamente os problemas presentes. Uma inspeção confirmou "inúmeras violações dos protocolos de armazenamento e descarte de resíduos infecciosos", mas não houve acompanhamento;
- Uma "representante do departamento de saúde" em visita a um programa de vacinação em 2009 "descobriu que Gosnell estava aplicando golpes no programa" e "conseguiu apresentar relatórios detalhados identificando muitos dos elementos mais flagrantes da prática de Gosnell". Suas tentativas de levantar preocupações foram ignoradas; o relatório do grande júri afirma que "seus relatórios foram parar em um buraco negro";
- Outros terceiros tinham conhecimento, mas não tomaram nenhuma medida visível. Entre eles, o pediatra e subsequente chefe do departamento de saúde da cidade, Dr. Schwarz, que, por volta de 1996–97, relatou preocupações com a prática, preocupações sobre as quais nenhuma medida foi tomada, e que não tomou nenhuma providência após ser promovido; O hospital da Universidade da Pensilvânia e o Penn Presbyterian Medical Center, que trataram de inúmeras falhas cirúrgicas na prática de Gosnell, incluindo um "aborto flagrantemente ilegal", mas relataram apenas um deles; e a NAF, cujo avaliador, por volta de 2009, observou que "os registros não eram mantidos adequadamente, que os riscos não eram explicados, que os pacientes não eram monitorados, que o equipamento não estava disponível, que a anestesia era mal utilizada" e concluiu que "[era] a pior clínica de aborto que ela já havia inspecionado", mas nenhum relatório foi feito sobre isso a nenhum órgão oficial.

#### Culpabilidade

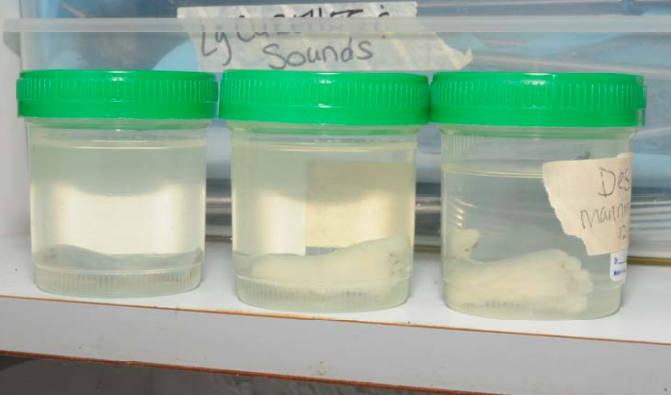
Exposição do grande júri de pés fetais que Gosnell armazenou em potes

O relatório dividiu as infrações cometidas por Gosnell e outros funcionários do consultório em três categorias: "acusações decorrentes dos assassinatos de bebês e abortos ilegais; acusações relacionadas à morte de Karnamaya Mongar; e acusações decorrentes, em geral, da operação contínua de uma organização criminosa". As acusações recomendadas foram:
- Gosnell, Williams, Moton e Massof – acusados de homicídio de primeiro grau pelos assassinatos pós-operatórios, onde havia evidências de que o bebê nasceu vivo;
- Gosnell, Williams, Moton, Massof e West – acusados de conspiração para cometer assassinato em relação a "centenas de casos não identificáveis" de assassinatos pós-operatórios (chamados de "corte" pela equipe). O júri também recomendou acusações de solicitação para cometer assassinato por Gosnell;
- Gosnell e (como co-conspiradores) Williams, West e a esposa de Gosnell – acusados de várias violações da Lei de Controle do Aborto, incluindo infanticídio e abortos ilegais tardios;
- Gosnell, Williams e West – acusados de homicídio em terceiro grau (o equivalente na Pensilvânia ao homicídio culposo ou voluntário), entrega de drogas resultando em morte, violações da Lei de Substâncias Controladas e conspiração em relação à morte de Karnamaya Mongar. O relatório afirma: "O desrespeito de Gosnell à lei e aos seus pacientes custou a vida de Karnamaya Mongar. Sua morte foi resultado direto da conduta deliberada e perigosa de Gosnell e sua equipe";
- Gosnell, West e Hampton – acusados de dificultar a apreensão e mentir para a polícia, médicos e o grande júri sobre as circunstâncias da morte de Mongar (Hampton também foi acusado de perjúrio no mesmo caso);
- Gosnell – foi recomendado para ser acusado de abuso de cadáveres, em relação à "mutilação de bebês e fetos cortando seus pés" e ao armazenamento "bizarro" de partes de corpos fetais em cerca de 30 potes e outros recipientes em seu consultório; sua explicação de que isso era feito para possíveis casos de paternidade foi "rejeitada de imediato";
- O grande júri também concluiu que "a ilegalidade era tão essencial à operação da Sociedade Médica Feminina que a própria empresa era uma organização corrupta" (18 Pa.C.S. § 911, "com base em um padrão de atividade de extorsão"):
  - Gosnell, Williams, West, Moton, Joe, Baldwin, a esposa de Gosnell, Massof, e O'Neill — acusados de administrar aquela organização ou de conspirar para fazê-lo;
  - Massof e O'Neill – acusados de roubo por engano por fingirem ser médicos e cobrarem por seus serviços como se fossem médicos licenciados e (com Gosnell) conspiração para esse efeito;
  - Gosnell – acusado de obstrução e adulteração de provas, por alterar seus arquivos de pacientes para esconder ilegalidade e por destruir ou remover outros arquivos completamente;
  - Gosnell e Baldwin – acusados de corromper a moral de uma menor, ao contratar sua filha de 15 anos como funcionária, que era "obrigada a trabalhar 50 horas por semana, começando depois da escola até depois da meia-noite, durante as quais ela era exposta a todos os horrores da prática de Gosnell".
- Sobre o próprio Gosnell, o relatório concluiu:

"Acreditamos, dada a forma como Gosnell agiu, que ele matou a grande maioria dos bebês que abortou após 24 semanas. No entanto, não podemos recomendar acusações de homicídio para todos esses casos. Para constituir homicídio, o ato deve envolver um bebê que nasceu vivo. Como os arquivos foram falsificados ou removidos do estabelecimento e possivelmente destruídos, não podemos comprovar todos os casos individuais nos quais as acusações poderiam ter sido feitas".
O relatório também examinou as falhas dos partidos oficiais e as principais conclusões, analisadas em duas categorias:
"Janice Staloski, do Departamento de Saúde da Pensilvânia, que participou pessoalmente da visita ao local em 1992, mas decidiu deixar Gosnell escapar das violações que já eram evidentes na época. Ela acabou se tornando diretora da divisão que deveria regular os provedores de aborto, mas nunca se interessou por Gosnell, apesar das reclamações específicas de advogados, um médico e um legista. Mesmo depois de ter sido promovida, sua sucessora como diretora de divisão, Cynthia Boyne, não ordenou uma investigação da clínica, mesmo após a morte de Karnamaya Mongar. O consultor jurídico Kenneth Brody insistiu que o departamento não tinha obrigação legal de monitorar clínicas de aborto, embora tenha exercido tal dever até o governo Ridge, e o tenha exercido novamente assim que Gosnell se tornou notícia. A advogada-chefe da agência, a conselheira-chefe Christine Dutton, defendeu a indiferença do departamento: "Pessoas morrem", disse ela. Advogados do Departamento de Estado da Pensilvânia agiram da mesma forma. Os advogados Mark Greenwald, Charles Hartwell, David Grubb, Andrew Kramer, William Newport, Juan Ruiz e Kerry Maloney foram confrontados com uma pilha crescente de fatos inquietantes sobre Gosnell, incluindo um relato interno detalhado de uma ex-funcionária (Marcella Choung, 2001) e de uma mulher de 22 anos morta. Em todas as ocasiões, porém, eles conseguiram descartar as evidências como irrelevantes... até que os fatos vieram à tona".

#### Recomendações
- O Departamento de Saúde deve regular explicitamente e inspecionar anualmente as práticas de aborto e examinar os arquivos dos pacientes, licenças e equipamentos no local;
- Abortos no segundo trimestre devem ser realizados ou supervisionados por médicos certificados em obstetrícia e ginecologia;
- O Departamento de Estado "deve reparar seu processo de revisão", incluindo relatórios mais fáceis, confidencialidade, resposta pós-investigação, com casos verificados automaticamente em registros, bancos de dados de negligência médica e histórico completo;
- Relatórios sobre médicos individuais verificados em relação aos relatórios dos consultórios médicos onde trabalhavam, e vice-versa;
- O Departamento de Saúde Pública "deveria fazer pelo menos tanto para controlar resíduos médicos infecciosos quanto faz para inspecionar piscinas";
- As conclusões terminaram examinando a extensão em que a legislação foi inadequada e o escopo para mudança legislativa, concluindo que:

"Mudanças legais também são necessárias. Infanticídio e aborto no terceiro trimestre são crimes graves. O prazo prescricional de dois anos atualmente aplicável a esses crimes é inadequado à sua gravidade. O prazo prescricional para aborto tardio deve ser estendido para cinco anos; infanticídio, assim como homicídio, não deve ter prazo prescricional. Passar-se por médico também é um ato grave e potencialmente muito perigoso. No entanto, segundo a legislação vigente, não é crime. Uma disposição penal apropriada deve ser promulgada. Pode haver também outras revisões estatutárias e regulatórias que nós, como leigos, não consideramos. Audiências legislativas podem ser apropriadas para examinar mais a fundo essas questões".

### Julgamento
Em 2011, Gosnell, sua esposa Pearl e outros oito funcionários da clínica foram acusados no caso. Oito, incluindo a esposa de Gosnell, posteriormente se declararam culpados, e a maioria deles testemunharia contra Gosnell; três deles se declararam culpados de homicídio de terceiro grau, o que pode resultar em uma pena de 20 a 40 anos. Uma ordem de silêncio foi imposta à defesa e à acusação em abril de 2011 para impedi-los de falar com a mídia antes do julgamento. Em dezembro de 2011, Pearl se declarou culpada de realizar abortos ilegais, conspiração, conspiração criminosa e organização corrupta; devido ao privilégio conjugal, ela não teria que testemunhar contra Gosnell, embora ainda pudesse ir para a prisão. Pearl testemunhou perante o Grande Júri que ela auxiliava sozinha aos domingos e que sua função era "ajudar a preparar os instrumentos" na sala de procedimentos e monitorar pacientes na sala de recuperação. Outra funcionária testemunhou que ela auxiliava em abortos tardios "aos domingos ou em dias em que estávamos fechados para tratar de casos especiais".
Como resultado, a única funcionária a ser julgada por Gosnell foi Eileen O'Neill, que supostamente se apresentou como médica na clínica sem possuir licença. Seu advogado disse aos jurados que ela nunca o fez e que só exercia funções médicas sob as ordens de Gosnell.
Em 18 de março de 2013, declarações de abertura foram feitas em um tribunal da Filadélfia. Em 23 de abril, depois que a acusação encerrou o caso, o juiz rejeitou três das sete acusações de homicídio de primeiro grau (no dia seguinte, o juiz restabeleceu as acusações relacionadas a uma e rejeitou outra, explicando que a acusação errada havia sido rejeitada por engano), a acusação de infanticídio e todas as cinco acusações de abuso de cadáver das quais Gosnell foi acusado, bem como seis das nove acusações de roubo por engano enfrentadas por O'Neill. Nenhuma decisão formal foi dada ainda sobre essas demissões. Fontes da mídia que acompanharam o julgamento sugeriram que pode não ter havido provas suficientes de vida pós-procedimento para sustentar as acusações em lei. Embora os promotores tenham argumentado que os movimentos foram voluntários e, portanto, sinais de vida, argumentou-se que as evidências oferecidas pelos promotores eram igualmente capazes de serem interpretadas em alguns ou em todos eles como movimentos motores autônomos post mortem ou espasmos em vez de sinais clínicos de vida e, além disso, que nenhum dos sete era capaz de estar vivo, pois todos haviam sido mortos clinicamente no útero por meio de drogas como parte do procedimento. Além disso, embora a equipe tenha usado descrições como "pular" e "gritar" em seu depoimento, a defesa de Gosnell observou que o depoimento mostrou apenas movimentos ou respirações isolados, afirmando que o depoimento não era evidência dos "movimentos de uma criança viva", e o legista também testemunhou que os testes não conseguiram determinar se algum dos 47 fetos encontrados havia nascido vivo devido à deterioração do tecido. As quatro acusações restantes de homicídio de primeiro grau ainda poderiam ter levado à pena de morte. As acusações de homicídio de terceiro grau pela morte de Karnamaya Mongar, a acusação de extorsão e mais de 200 acusações relacionadas a múltiplas violações da lei do aborto também foram mantidas. O advogado de defesa de Gosnell encerrou seu caso sumariamente, sem convocar ou questionar nenhuma testemunha, e sem que Gosnell testemunhasse em sua defesa, deixando o caso de defesa para os argumentos finais (segundo a lei dos Estados Unidos, um réu pode escolher não depor; se assim for, o júri é instruído de que nenhuma inferência ou suposição pode ser tirada disso). O'Neill também não testemunhou em sua defesa. O caso foi para deliberação do júri em 30 de abril de 2013.

#### Réus, acusações relacionadas, vereditos e sentenças
Gosnell foi acusado de sete acusações de homicídio de primeiro grau (reduzidas para quatro acusações no julgamento) e uma acusação de homicídio de terceiro grau, bem como infanticídio (rejeitado no julgamento), cinco acusações de abuso de cadáver (todas rejeitadas no julgamento), múltiplas acusações de conspiração, solicitação criminosa e violação de uma lei estadual que proíbe abortos após a 24ª semana de gravidez. As acusações não relacionadas a homicídio incluíam 24 acusações de violação da Lei do Aborto da Pensilvânia ao realizar abortos ilegais no terceiro trimestre, 227 acusações de violação do requisito de período de espera de 24 horas, falha em aconselhar pacientes e extorsão. Seus co-réus foram:
- Pearl Mabel Gosnell,[135] a esposa de Kermit foi acusada de aborto com 24 semanas ou mais, conspiração e participação em organização corrupta. Ela se declarou culpada dessas acusações em 13 de dezembro de 2011.[136][137] Pearl Gosnell foi condenada de 7 a 23 meses de prisão;[138][139]
- Eileen O'Neill, de Phoenixville, foi condenada por conspiração e roubo mediante fraude;[140][141]
- Steven Massof, um graduado em medicina que não tinha licença, declarou-se culpado em novembro de 2011 de duas acusações de homicídio de terceiro grau pelas mortes de dois bebês que nasceram vivos;[142][143][144]
- Kareema Cross, que testemunhou no julgamento estadual ter visto pelo menos dez bebês respirarem após serem abortados e que depois foram mortos, declarou-se culpada de acusações federais de tráfico de drogas pela distribuição indevida de analgésicos da clínica de Gosnell;[145][146][147]
- Adrienne Moton, declarou-se culpada de homicídio de terceiro grau, admitindo ter cortado o pescoço de dez bebês e sido acusada de extorsão. Ela foi condenada a uma pena de 11 meses e meio a 23 meses de prisão;[148][149]
- Lynda Williams foi condenada por duas acusações de homicídio de terceiro grau e sentenciada a 5 a 10 anos de prisão por seus crimes;[150][151]
- Sherry West foi condenada por homicídio em terceiro grau e outras acusações, tendo admitido ter administrado a overdose que matou Karnamaya Mongar. Ela foi sentenciada a 5 a 10 anos de prisão;[152][153]
- Madeline Joe, gerente do consultório da clínica, declarou-se culpada de acusações de conspiração;[140]
- Elizabeth Hampton, cunhada de Gosnell, admitiu acusações de perjúrio. Ela foi condenada a um ano de liberdade condicional;[154][155]
- Tina Baldwin se declarou culpada de extorsão, conspiração e corrupção de menor. Ela foi condenada a 30 meses de liberdade condicional.[150][151][156]

Em 13 de maio de 2013, o júri relatou que estavam em impasse em duas acusações. Após retornar às deliberações, o júri condenou Gosnell por três acusações de homicídio, uma acusação de homicídio culposo e mais de 200 acusações menores, incluindo infanticídio e extorsão. Ele foi considerado inocente de uma das acusações de assassinato. Gosnell foi condenado pelas acusações de assassinato de bebês conhecidos como Bebê A (também conhecido como Bebê Abrams e Adam), Bebê C e Bebê D.

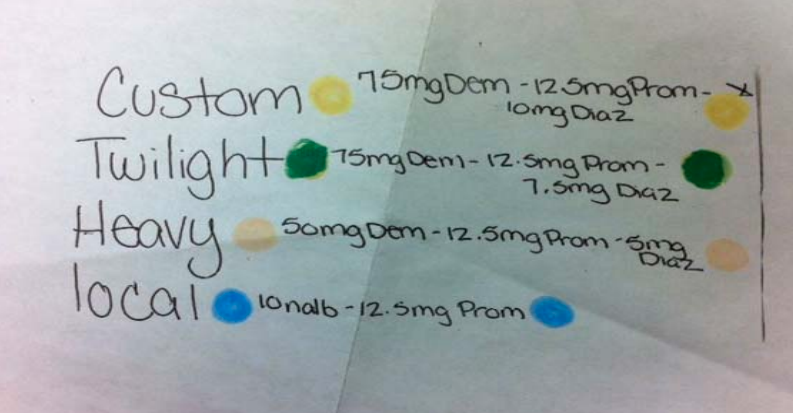
"Cola" de medicamentos que Gosnell entregou para funcionários não treinados

Em 14 de maio de 2013, Gosnell fechou um acordo com os promotores no qual concordou em renunciar a todos os seus direitos de apelação referentes à condenação do dia anterior. Em troca, os promotores permitiram que Gosnell fosse condenado à prisão perpétua sem possibilidade de liberdade condicional. No dia seguinte, Gosnell foi condenado a três penas de prisão perpétua.
Em dezembro de 2013, Gosnell foi condenado por distribuir ilegalmente analgésicos. Ele foi acusado de distribuir ilegalmente uma quantidade "assombrosa" de analgésicos, como OxyContin, totalizando centenas de milhares de comprimidos. Muitas das drogas que ele distribuía eram posteriormente vendidas nas ruas por traficantes. Gosnell foi condenado a 30 anos de prisão pelos crimes.

## Caso civil
A família de Karnamaya Mongar entrou com uma ação por homicídio culposo contra Gosnell e tentou congelar seus bens para impedi-lo de transferi-los para outras pessoas e evitar pagar. Em setembro de 2015, um juiz do Tribunal Comum da Filadélfia concedeu quase US$ 4 milhões em indenização compensatória à filha de Mongar, Yashoda Devi Gurung. No entanto, relatos de que Gosnell possuía poucos bens naquela época levantaram dúvidas sobre se parte do dinheiro seria paga.

## Impacto e consequências

### Outros organismos e pessoas que afirmam ter feito relatórios
Em abril de 2011, o Sistema de Saúde da Universidade da Pensilvânia alegou, já em 1999, que havia fornecido às autoridades relatórios sobre procedimentos malsucedidos de Gosnell. O único caso para o qual foram produzidos relatórios foi o de Semika Shaw, uma jovem de 22 anos, que morreu no hospital da Universidade da Pensilvânia em consequência de sangramento e sepse causados por um procedimento malfeito de Gosnell. As seguradoras de Gosnell chegaram a um acordo judicial com familiares de Shaw por US$ 900.000. O sistema de saúde também alega que outros relatos não documentados foram feitos oralmente, dos quais não possuíam registros.

### Impacto regulatório e legislativo
O Comitê de Proteção ao Consumidor e Licenciamento Profissional do Senado Estadual da Pensilvânia, liderado por Robert M. Tomlinson, iniciou uma audiência em fevereiro de 2011 para investigar a falha do Departamento de Estado da Pensilvânia — que é responsável pelo licenciamento de médicos — em fornecer qualquer supervisão das atividades de Gosnell. Ao mesmo tempo, o Comitê de Saúde Pública e Bem-Estar do Senado estadual, presidido por Pat Vance, conduziu audiências sobre a falha do Departamento de Saúde do Estado da Pensilvânia em interromper as atividades de Gosnell.
Em parte como resultado do relatório do Grande Júri sobre Gosnell, no final de 2011, a Pensilvânia aprovou uma lei, SB 732, que coloca as clínicas de aborto sob os mesmos regulamentos de saúde e segurança que outros centros cirúrgicos ambulatoriais. Entre os que apoiaram o projeto de lei estava a democrata Margo L. Davidson, cuja prima Semika Shaw morreu em decorrência de procedimentos realizados por Gosnell. Davidson atribuiu especificamente seu apoio às regulamentações adicionais à morte de sua prima, que ela atribuiu a práticas médicas precárias.
Em maio de 2013, como resultado do caso Kermit Gosnell, o representante Joe Pitts (R-Pensilvânia), presidente da subcomissão de questões de saúde do Comitê de Energia e Comércio da Câmara dos Representantes dos Estados Unidos, iniciou uma investigação sobre a supervisão das clínicas de aborto pelos estados.
Em junho de 2013, a Câmara dos Representantes dos Estados Unidos, liderada pelos republicanos, aprovou a Lei de Proteção ao Nascituro Capaz de Sentir Dor. O presidente da Câmara, John Boehner, afirmou que o projeto de lei era uma resposta às condenações de Gosnell. A legislação foi vista como majoritariamente simbólica, pois tinha poucas chances de ser aprovada pelo Senado dos Estados Unidos, liderado pelos democratas.

### Ações não legislativas resultantes do caso
Em fevereiro de 2011, o governador Tom Corbett demitiu seis funcionários e iniciou ações para demitir outros oito, quando, por razões legais ou contratuais, eram necessários procedimentos de demissão mais extensos. Entre eles estava Basil Merenda, chefe interino do Departamento de Estado da Pensilvânia; Christine Dutton, conselheira-chefe do Departamento de Saúde (que, em reação ao questionamento sobre o motivo pelo qual o departamento não reagiu a uma morte na clínica de Gosnell, disse "pessoas morrem"); e Stacy Mitchell, secretária adjunta do Departamento de Saúde (que o Grande Júri citou como figura-chave na indiferença e na não regulamentação das clínicas de aborto pelo Departamento de Saúde). Algumas das pessoas mais ligadas ao grande júri relatam a omissão do governo, como Janice Staloski, já haviam se aposentado nessa época e, portanto, nenhuma ação foi tomada contra elas.

### Memorial
Os restos mortais dos 47 fetos e bebês encontrados na clínica de Gosnell foram enterrados no Cemitério Laurel Hill, embora nenhuma lápide tenha sido usada. Em 2019, John e Loida McKeever instalaram um pequeno memorial no local, uma estátua de um anjo. Uma placa pendurada no pescoço diz: "Em memória dos bebês que foram perdidos na Avenida Lancaster, 3801".

## Cobertura da mídia e reações do público
A prisão de Gosnell foi alvo de muitos comentários públicos e expressões de condenação e choque por parte de figuras públicas de alto escalão de todos os partidos. O prefeito da Filadélfia, Michael Nutter (D-PA), disse: "Acho que está bem claro que, se essas alegações forem verdadeiras, temos um monstro vivendo entre nós", ao mesmo tempo em que prometeu vigiar mais de perto as clínicas de aborto restantes na cidade". O governador cessante Ed Rendell (D-PA) criticou as autoridades do Departamento de Saúde, dizendo: "Fiquei surpreso ao saber que o Departamento de Saúde não acreditava que sua autoridade para proteger a saúde pública se estendia às clínicas que ofereciam serviços de aborto", enquanto o novo governador Tom Corbett (R-PA) declarou por meio de um porta-voz que estava "horrorizado com a inação por parte do Departamento de Saúde e do Departamento de Estado", e o promotor público da Filadélfia, R. Seth Williams, disse: "Minha compreensão da língua inglesa não consegue descrever adequadamente a natureza bárbara do Dr. Gosnell [...] A Pensilvânia não é um país do terceiro mundo [...] Houve várias agências de supervisão que tropeçaram em Kermit Gosnell e deveriam ter fechado há muito tempo".
Gosnell também atuou em outros estados, incluindo Delaware. Em janeiro de 2011, o procurador-geral de Delaware, Beau Biden (D-Delaware), prometeu uma ampla investigação sobre os abortos realizados por Gosnell em Delaware, dizendo: "Estou perturbado com as alegações que foram feitas pelo grande júri na Filadélfia".
Vicki Saporta, presidente da Federação Nacional do Aborto, defendeu a omissão da organização em apresentar um relatório, observando que, embora Gosnell tenha sido rejeitado como membro após a inspeção, como suas clínicas não atendiam aos padrões adequados de atendimento, "eles limparam o local e contrataram uma enfermeira registrada para nossa visita. Só vimos procedimentos do primeiro trimestre". Ela acrescentou que, "infelizmente, algumas mulheres não sabem a quem recorrer. Às vezes, temos profissionais de saúde de baixa qualidade atacando mulheres de baixa renda que não sabem que têm outras opções (seguras)". Um porta-voz da Federação de Paternidade Planejada da América (FPPA) no sudeste da Pensilvânia condenou Gosnell, dizendo: "Nós condenaríamos qualquer médico que não seguisse a lei ou colocasse em risco a saúde de alguém [...] Todas as mulheres devem ter acesso a cuidados de alta qualidade quando estiverem vulneráveis e enfrentarem decisões difíceis". Dayle Steinberg, CEO da FPPA, diz que sabia que Gosnell realizava abortos na Filadélfia há muitos anos, mas afirma que não tinha ouvido falar de nenhum problema em sua clínica até que as alegações vieram à tona. Ela foi citada afirmando que "quando Gosnell estava em atividade, as mulheres às vezes procuravam a FPPA para atendimento após visitarem a clínica de Gosnell no oeste da Filadélfia e reclamavam com a equipe sobre as condições do local. Sempre as incentivávamos a denunciar o caso ao Departamento de Saúde". Ela esclareceu que "quando Gosnell foi preso, perguntei à nossa equipe se alguém já tinha ouvido falar dele, e os funcionários da clínica relataram que algumas mulheres, ao longo dos anos, disseram que estavam preocupadas com a sujeira das instalações dele e procuraram a FPPA [...] se tivéssemos ouvido algo remotamente parecido com as condições que vieram à tona sobre as instalações de Gosnell, é claro que teríamos alertado o estado e outras autoridades".
O próprio Kermit Gosnell deu uma entrevista à afiliada da Fox, WTXF-TV, em fevereiro de 2011, em que ele afirmou que:
- "Espero ser justificado";
- [Sobre as alegações] "para dizer a verdade, espero lê-las em 3 a 6 meses [...] porque já vivi publicidade negativa antes";
- "É algo que já vivenciei pessoalmente diversas vezes, em que minhas habilidades cirúrgicas foram desafiadas e as escolhas que fiz nem sempre foram perfeitas";
- "Se você não comete erros, não está realmente tentando fazer algo, então acho que meus pacientes sabem que faço o melhor que posso por eles";
- "O padrão que compartilho com todos [...] é que ofereço o mesmo cuidado que daria à minha própria filha, eu sinto";
- "Tenho uma história para contar [...] meu trabalho para a comunidade é valioso";
- Gosnell relatou que recebeu uma efusão de apoio: "Recebi pequenas mensagens maravilhosas de apoio [dizendo-me para ter] confiança de que [o fato de] eu ser uma boa pessoa prevalecerá".

### Críticas à cobertura da mídia
Entre alguns jornalistas e grupos antiaborto, surgiu a percepção de que havia relutância em noticiar o julgamento na grande mídia. Em uma coluna de opinião do USA Today de 11 de abril de 2013, Kirsten Powers escreveu: "Uma busca no LexisNexis mostra que nenhum dos programas de notícias nas três principais redes nacionais de televisão mencionou o julgamento de Gosnell nos últimos três meses", e que a cobertura da imprensa nacional foi representada por um colunista do The Wall Street Journal que "sequestrou" um segmento do Meet the Press, uma única história de página A-17 no primeiro dia do julgamento do The New York Times e nenhuma cobertura original do The Washington Post.
Escrevendo para o The Washington Post, Melinda Henneberger respondeu que "não escrevemos mais porque a única história sobre aborto que a maioria dos veículos cobre nas páginas de notícias é toda e qualquer ameaça ou percepção de ameaça aos direitos ao aborto. Na verdade, essa é uma visão tão fixa do que constitui a cobertura dessa questão que é realmente difícil, eu acho, para muitos jornalistas ver uma história fora desse paradigma como notícia. Isso não é tanto uma decisão consciente, mas sim um reflexo, mas o efeito é uma cobertura unilateral". Explicando por que alguns de seus colegas não noticiaram a história, Henneberger escreveu: "Um colega viu as supostas atrocidades de Gosnell como uma história de crime local, embora eu não consiga pensar em outro assassinato em massa, com centenas de vítimas, que tenhamos visto dessa forma. Outro disse que era muito escabroso, mas isso não nos impediu de cobrir Jeffrey Dahmer, ou aquele aspirante a canibal do Departamento de Polícia de Nova York". Escrevendo para o Bloomberg View, Jeffrey Goldberg disse que esta história "perturba uma narrativa específica sobre a realidade de certos tipos de aborto, e essa realidade não é algo que alguns absolutistas pró-escolha querem discutir".
O Los Angeles Times, The Atlantic, Slate e a Time tiveram todas as colunas de opinião publicadas onde o escritor achava que o incidente não estava recebendo tanta cobertura da mídia quanto merecia. Megan McArdle explica que não cobriu o assunto porque a deixou doente, mas também como ser pró-escolha influenciou escritores, dizendo que "a maioria de nós tende a se interessar menos por histórias repugnantes se a repugnante foi feita pelo 'nosso lado'", dizendo que "essa história deveria ter sido muito mais coberta do que foi — coberta como uma questão de política nacional, não como uma 'história de crime local'". Martin Baron, editor executivo do The Washington Post, afirma que não tomou conhecimento da história até quinta-feira, 11 de abril, quando os leitores começaram a lhe enviar e-mails sobre o assunto, dizendo: "gostaria de poder ter conhecimento de todas as histórias em todos os lugares, mas não posso"; eles finalmente decidiram que, de fato, a história merecia atenção devido "à gravidade e ao escopo dos supostos crimes e porque este era um caso que repercutia em argumentos políticos e na política nacional", acrescentando: "Em retrospecto, lamentamos não ter contratado pessoal para o julgamento antes. Mas, como vocês sabem, não temos recursos ilimitados e [...] há muita competição pela atenção de nossa equipe". Ele insistiu que "nunca decidimos o que cobrir por razões ideológicas, não importa o que os críticos possam alegar. Acusações de motivos ideológicos são fáceis de fazer, mesmo que não sejam apoiadas pelos fatos". O New York Times também reconheceu a falta de cobertura e relatou a campanha online e o subsequente aumento na cobertura do caso. Embora o artigo de Powers tenha claramente gerado debate entre jornalistas, Katherine Bindley também destaca pontos de vista contrastantes, assim como Paul Farhi. Uma coluna no Salon questionou se o caso Gosnell era um exemplo de parcialidade da mídia liberal, dizendo que a mídia e os políticos conservadores também deram pouca atenção à história até abril de 2013.
Em abril de 2013, outros 71 membros do Congresso se juntaram à congressista Marsha Blackburn em uma carta condenando o "apagão" da mídia no julgamento de Gosnell.

## Filme e documentário
No início de 2014, os cineastas Ann McElhinney, Phelim McAleer e Magdalena Segieda anunciaram que produziriam um drama policial real sobre os crimes de Gosnell. Nick Searcy dirigiria e John Sullivan atuaria como produtor executivo. O título do filme é Gosnell: America's Biggest Serial Killer. Os produtores arrecadaram dinheiro para a produção do filme no site de financiamento coletivo Indiegogo, recebendo US$ 2,3 milhões dos patrocinadores. Andrew Klavan foi contratado para ser o roteirista do filme. Earl Billings interpreta Gosnell, e Dean Cain assume o papel do detetive James Wood. Os produtores anunciaram em 26 de junho de 2018 que haviam assinado um acordo de distribuição para o filme, que estreou em cerca de 750 cinemas em 12 de outubro de 2018.
Além disso, os cineastas escreveram um livro intitulado Gosnell: The Untold Story of America's Most Prolific Serial Killer.

### Documentário
Um documentário sobre o caso intitulado "3801 Lancaster: American Tragedy" foi lançado em 2013, com clipes exibidos em veículos de comunicação como a CNN. O documentário foi feito por David Altrogge e ganhou o prêmio de Melhor Curta-Metragem no Justice Film Festival de 2013.